# Descartes (Indre y Loira)
 Descartes  es una comuna y población de Francia, en la región de Centro, departamento de Indre y Loira, en el distrito de Loches. Es la cabecera y mayor población del cantón de su mismo nombre.
Su población en el censo de 1999 era de 4019 habitantes. La aglomeración urbana —que incluye asimismo Abilly y Buxeuil (Vienne)— tenía una población de 6028 habitantes.
Está integrada en la Communauté de communes de la Touraine du Sud, de la que es la mayor población.
El nombre actual se debe en honor al filósofo y matemático francés René Descartes, nacido aquí; hasta 1967 la ciudad se llamaba La Haye en Touraine.

## Demografía
| 3368 | 4267 | 4446 | 4357 | 4120 | 4019 |
| Para los censos de 1962 a 1999 la población legal corresponde a la población sin duplicidades (Fuente: INSEE [Consultar]) |      |      |      |      |      |